# Shelley Rudman
Shelley Rudman, född den 23 mars 1981 i Swindon, Storbritannien, är en brittisk skeletonåkare,
Hon tog OS-silver i skeleton i samband med de olympiska skeletontävlingarna 2006 i Turin.